# 李德才 (曲艺家)
李德才（1903年—1982年），艺名德娃子，四川成都人，中国四川扬琴表演艺术家，中国曲艺家协会原副主席。